# Lionel Altamirano
Lionel Alejandro Altamirano (Laguna Paiva, Provincia de Santa Fe, Argentina; 11 de noviembre de 1992) es un futbolista argentino. Juega como delantero y su primer equipo fue Unión de Santa Fe. Actualmente milita en Huachipato de la Primera División de Chile. Es sobrino del exfutbolista Ricardo Altamirano.

## Trayectoria
En 2011 fue premiado por el Consejo Juvenil de AFA por haber sido el goleador del año en la 4.ª División. Eso le valió ser convocado por el cuerpo técnico para realizar la pretemporada con el plantel profesional.
A mediados de 2012 fue cedido a préstamo a Deportivo Merlo, club que milita en la Primera B Nacional. Tuvo su debut profesional con la camiseta del Charro el 1 de septiembre de ese año, en la derrota ante Huracán por 1 a 0. En dicho encuentro ingresó a los 34 minutos del segundo tiempo en reemplazo de Víctor Gómez.
Debido a la lesión de Diego Jara, Unión de Santa Fe decidió repatriarlo antes de la finalización de su préstamo en Deportivo Merlo. Altamirano debutó con la camiseta rojiblanca el 12 de abril de 2013, en el empate 1 a 1 ante Independiente.
Jugó también en Altos Hornos Zapla, Colegiales, Estudiantes de Caseros, Santiago Wanderers de Chile, Deportes Puerto Montt de Chile, Universidad de Concepción de Chile, Rangers de Chile y Deportes La Serena de Chile.

## Estadísticas
- Actualizado al 17 de agosto de 2025

| Club                         | Div.                | Temporada           | Liga  | Liga  | Copa nacional | Copa nacional | Copa internacional | Copa internacional | Total | Total |
| Club                         | Div.                | Temporada           | Part. | Goles | Part.         | Goles         | Part.              | Goles              | Part. | Goles |
| ---------------------------- | ------------------- | ------------------- | ----- | ----- | ------------- | ------------- | ------------------ | ------------------ | ----- | ----- |
| Deportivo Merlo Argentina    | 2.ª                 | 2012/13             | 11    | 0     | —             | —             | —                  | —                  | 11    | 0     |
| Deportivo Merlo Argentina    | Total               | Total               | 11    | 0     | 0             | 0             | 0                  | 0                  | 11    | 0     |
| Unión Argentina              | 1.ª                 | 2012/13             | 6     | 0     | —             | —             | —                  | —                  | 6     | 0     |
| Unión Argentina              | 2.ª                 | 2013/14             | 6     | 0     | 1             | 0             | —                  | —                  | 7     | 0     |
| Unión Argentina              | 2.ª                 | 2014                | —     | —     | —             | —             | —                  | —                  | 0     | 0     |
| Unión Argentina              | Total               | Total               | 12    | 0     | 1             | 0             | 0                  | 0                  | 13    | 0     |
| Altos Hornos Zapla Argentina | 3.ª                 | 2015                | 26    | 4     | 1             | 0             | —                  | —                  | 27    | 4     |
| Altos Hornos Zapla Argentina | Total               | Total               | 26    | 4     | 1             | 0             | 0                  | 0                  | 27    | 4     |
| Colegiales Argentina         | 3.ª                 | 2016                | 16    | 7     | —             | —             | —                  | —                  | 16    | 7     |
| Colegiales Argentina         | 3.ª                 | 2016/17             | 34    | 10    | —             | —             | —                  | —                  | 34    | 10    |
| Colegiales Argentina         | Total               | Total               | 50    | 17    | 0             | 0             | 0                  | 0                  | 50    | 17    |
| Estudiantes (BA) Argentina   | 3.ª                 | 2017/18             | 32    | 10    | 0             | 0             | —                  | —                  | 32    | 10    |
| Estudiantes (BA) Argentina   | 3.ª                 | 2018/19             | 19    | 13    | 1             | 0             | —                  | —                  | 20    | 13    |
| Estudiantes (BA) Argentina   | Total               | Total               | 51    | 23    | 1             | 0             | 0                  | 0                  | 52    | 23    |
| S. Wanderers · Chile         | 2.ª                 | 2019                | 21    | 5     | 2             | 0             | —                  | —                  | 23    | 5     |
| S. Wanderers · Chile         | Total               | Total               | 21    | 5     | 2             | 0             | 0                  | 0                  | 23    | 5     |
| Puerto Montt · Chile         | 2.ª                 | 2019                | 1     | 1     | —             | —             | —                  | —                  | 1     | 1     |
| Puerto Montt · Chile         | 2.ª                 | 2020                | 24    | 10    | —             | —             | —                  | —                  | 24    | 10    |
| Puerto Montt · Chile         | Total               | Total               | 25    | 11    | 0             | 0             | 0                  | 0                  | 25    | 11    |
| U. de Concepción · Chile     | 2.ª                 | 2021                | 28    | 11    | 1             | 0             | —                  | —                  | 29    | 11    |
| U. de Concepción · Chile     | Total               | Total               | 28    | 11    | 1             | 0             | 0                  | 0                  | 29    | 11    |
| Rangers · Chile              | 2.ª                 | 2022                | 25    | 9     | 1             | 1             | —                  | —                  | 26    | 10    |
| Rangers · Chile              | 2.ª                 | 2023                | 29    | 15    | 3             | 1             | —                  | —                  | 32    | 16    |
| Rangers · Chile              | Total               | Total               | 54    | 24    | 4             | 2             | 0                  | 0                  | 58    | 26    |
| Deportes La Serena · Chile   | 2.ª                 | 2024                | 29    | 22    | 1             | 2             | —                  | —                  | 30    | 24    |
| Deportes La Serena · Chile   | Total               | Total               | 29    | 22    | 1             | 2             | 0                  | 0                  | 30    | 24    |
| Huachipato · Chile           | 1.ª                 | 2025                | 20    | 10    | 8             | 5             | —                  | —                  | 28    | 15    |
| Huachipato · Chile           | Total               | Total               | 20    | 10    | 8             | 5             | 0                  | 0                  | 28    | 15    |
| Total en su carrera          | Total en su carrera | Total en su carrera | 327   | 127   | 19            | 9             | 0                  | 0                  | 346   | 136   |

## Palmarés

### Campeonatos nacionales
| Título    | Club               | País  | Año  |
| --------- | ------------------ | ----- | ---- |
| Primera B | Santiago Wanderers | Chile | 2019 |
| Primera B | Deportes La Serena | Chile | 2024 |

### Distinciones individuales
| Distinción                                                 | Año  |
| ---------------------------------------------------------- | ---- |
| Mejor jugador del Campeonato Ascenso en la Gala Crack Easy | 2024 |
| Máximo goleador de la Primera B de Chile (22 goles)        | 2024 |